# Nargis
Nargis — журнал о моде и искусстве, издаваемый с 2012 года в Азербайджане издательским домом «Nargis».
Журнал издается в печатном формате на английском языке и имеет электронную версию на трех языках: русском, азербайджанском и английском.

## Деятельность
Первый номер журнала вышел в свет 13 декабря 2012 года. Концепцией журнала является освещение моды, культуры и искусства.
В журнале присутствуют рубрики, посвящённые персонам, красоте, здоровью, стилю жизни. Первоначально журнал издавался раз в квартал.
Сайт журнала вёл онлайн и текстовую трансляцию Недели высокой моды в Париже сезона весна-лето 2013 с фотоотчётами.
В январе 2018 года журнал был приглашён на Неделю моды в Париже. Мероприятие посетили главный редактор журнала Ульвия Махмуд и редактор отдела моды Лейла Иманова.
«Nargis» стал первым журналом из Азербайджана, приглашённым на Неделю моды в Париже и официально вошедшим в медиа-систему Недели моды. 
В январе 2018 года также в культурном центре Азербайджана во Франции журнал представил работы азербайджанских дизайнеров. На мероприятии журнал осуществил совместный проект с фотостудией «Harcourt» и международными фотографами, в том числе с Глэдис Перинт Палмер.
С 27 июня по 4 июля 2019 года в Музее современного искусства в Баку журнал организовал фотовыставку «Women, Children & Well-Being», посвящённую жизни женщин в регионах Азербайджана.
В декабре 2020 года журнал представил Nargis Book «Karabakh», специальный выпуск, посвящённый культуре и истории Карабаха.
С декабря 2014 года издаётся грузинская версия журнала Nargis. 22 декабря 2014 года в Тбилиси состоялась официальная презентация грузинской версии журнала «Nargis». Главным редактором «Nargis Georgia» стала модель и организатор Тбилисской недели моды Тако Чхеидзе, героиней первого номера — первая леди Грузии Мака Чичуа.
3 июля 2021 года грузинское издание брало интервью у президента Грузии Саломе Зурабишвили.
18 марта 2023 года, освещая роль женщин, азербайджанское издание также опубликовало интервью с Саломе Зурабишвили.